# ستيف لوغان
ستيف لوغان (بالإنجليزية: Steve Logan)‏ مواليد 20 مارس 1980 في كليفلاند، هو لاعب كرة سلة أمريكي معتزل. بدأ مسيرته الاحترافية في سنة 2002. تم اختياره من قبل فريق غولدن ستايت ووريورز خلال الدرافت. يبلغ طوله 5 قدم 10 بوصة (1.8 م). اعتزل اللعب في 2007.

## روابط خارجية
- ستيف لوغان على موقع الاتحاد الدولي لكرة السلة (الإنجليزية)
- ستيف لوغان على موقع سبورتس رفرنس (الإنجليزية)
- ستيف لوغان على موقع كرة السلة الأوروبية.كوم (الإنجليزية)
- ستيف لوغان على موقع كلية كرة السلة في سبورتس رفرنس.كوم (الإنجليزية)
- ستيف لوغان على موقع ريلجم (الإنجليزية)
- ستيف لوغان على موقع بروبوليرز (الإنجليزية)